# Лапануз
Лапану́з (фр. Lapanouse) — колишній муніципалітет у Франції, у регіоні Окситанія, департамент Аверон. Населення — 751 осіб (2011).
Муніципалітет був розташований на відстані близько 510 км на південь від Парижа, 155 км на північний схід від Тулузи, 37 км на схід від Родеза.

## Історія
До 2015 року муніципалітет перебував у складі регіону Південь-Піренеї. Від 1 січня 2016 року належав до нового об'єднаного регіону Окситанія.
1 січня 2016 року Лапануз, Бюзен, Лаверн, Рекуль-Превінк'єр i Северак-ле-Шато було об'єднано в новий муніципалітет Северак-д'Аверон.

## Демографія
Динаміка населення (INSEE ):
Розподіл населення за віком та статтю (2006):
| Стать | Всього | До 15 років | 15-24 | 25-44 | 45-64 | 65-85 | Понад 85 |
| --- | ------ | ----------- | ----- | ----- | ----- | ----- | -------- |
| Чоловіки | 368    | 64          | 60    | 96    | 100   | 40    | 8        |
| Жінки | 344    | 64          | 32    | 104   | 76    | 60    | 8        |
| \| Статево-вікова піраміда \| Статево-вікова піраміда \| Статево-вікова піраміда \| \| ----------------------- \| ----------------------- \| ----------------------- \| \| Чоловіки \| Вік \| Жінки \| \| 8 \| 85 + \| 8 \| \| 8 \| 80-84 \| 8 \| \| 8 \| 75-79 \| 12 \| \| 16 \| 70-74 \| 16 \| \| 8 \| 65-69 \| 24 \| \| 20 \| 60-64 \| 8 \| \| 16 \| 55-59 \| 12 \| \| 40 \| 50-54 \| 36 \| \| 24 \| 45-49 \| 20 \| \| 24 \| 40-44 \| 32 \| \| 28 \| 35-39 \| 28 \| \| 20 \| 30-34 \| 20 \| \| 24 \| 25-29 \| 24 \| \| 28 \| 20-24 \| 24 \| \| 32 \| 15-20 \| 8 \| \| 16 \| 10-14 \| 24 \| \| 36 \| 5-9 \| 16 \| \| 12 \| 0-4 \| 24 \| |        |             |       |       |       |       |          |
| Статево-вікова піраміда |        |             |       |       |       |       |          |
| Чоловіки | Вік    | Жінки       |       |       |       |       |          |
| 8 | 85 +   | 8           |       |       |       |       |          |
| 8 | 80-84  | 8           |       |       |       |       |          |
| 8 | 75-79  | 12          |       |       |       |       |          |
| 16 | 70-74  | 16          |       |       |       |       |          |
| 8 | 65-69  | 24          |       |       |       |       |          |
| 20 | 60-64  | 8           |       |       |       |       |          |
| 16 | 55-59  | 12          |       |       |       |       |          |
| 40 | 50-54  | 36          |       |       |       |       |          |
| 24 | 45-49  | 20          |       |       |       |       |          |
| 24 | 40-44  | 32          |       |       |       |       |          |
| 28 | 35-39  | 28          |       |       |       |       |          |
| 20 | 30-34  | 20          |       |       |       |       |          |
| 24 | 25-29  | 24          |       |       |       |       |          |
| 28 | 20-24  | 24          |       |       |       |       |          |
| 32 | 15-20  | 8           |       |       |       |       |          |
| 16 | 10-14  | 24          |       |       |       |       |          |
| 36 | 5-9    | 16          |       |       |       |       |          |
| 12 | 0-4    | 24          |       |       |       |       |          |

## Економіка
2010 року серед 481 особи працездатного віку (15—64 років) 356 були активними, 125 — неактивними (показник активності 74,0%, у 1999 році було 71,3%). З 356 активних мешканців працювало 337 осіб (177 чоловіків та 160 жінок), безробітними було 19 (6 чоловіків та 13 жінок). Серед 125 неактивних 41 особа була учнем чи студентом, 63 — пенсіонерами, 21 була неактивною з інших причин.

У 2010 році у муніципалітеті числилось 321 оподатковане домогосподарство, у яких проживали 761,0 особи, медіана доходів виносила 16 972 євро на одного особоспоживача.